# Springs Mills Building
El Springs Mills Building es un edificio de oficinas de 21 pisos en 104 West 40th Street en Manhattan, Nueva York, junto a la Sexta Avenida y Bryant Park. De estilo moderno, está en un lote en forma de L que va hasta la calle 39 y consiste en una delgada torre hexagonal de vidrio. Es uno de los primeros ejemplos del estilo internacional en Nueva York y fue diseñado por el estudio de arquitectura Harrison & Abramovitz y construido entre 1961 y 1963. Su fachada norte en la calle 40 está diseñada para cumplir con la Resolución de Zonificación de 1961, promulgada poco después de que comenzara la construcción del edificio. La fachada sur en la Calle 39 cumple con la Resolución de Zonificación de 1916.
La torre fue construida para Springs Mills, Inc., del condado de Lancaster, Carolina del Sur. The Springs Mills Company solo ocupaba una cuarta parte del edificio; el espacio restante lo ocuparon otros fabricantes textiles. El edificio fue comprado por RFR Realty de Aby Rosen en 1999 y posteriormente pasó a varios propietarios, y finalmente se vendió a Princeton International Properties en 2012. Fue designado hito oficial de la ciudad por la Comisión de Preservación de Monumentos Históricos de la Ciudad de Nueva York (LPC) en 2010.

## Historia
La torre fue construida para Springs Mills, Inc., del condado de Lancaster, Carolina del Sur. La empresa era el mayor fabricante de sábanas y fundas de almohada de los Estados Unidos cuando se construyó el Springs Mills Building. Su primera fábrica fue inaugurada por Samuel Elliott White en 1887 en Fort Mill. El yerno de White, Leroy Springs, creó Lancaster Cotton Mill, aún más grande, en Lancaster en los años 1890. Las plantas más tarde se fusionaron bajo el control de Leroy, y su hijo Elliot W. Springs continuó expandiendo las operaciones de la empresa, abriendo numerosas oficinas de ventas, incluido el Springs Mills Building. Springs Mills pasó a llamarse Springs Global en los años 1980 y se fusionó con una empresa brasileña en 2001. Sigue siendo uno de los mayores fabricantes de textiles del mundo e incluye las marcas Springmaid y Wamsutta.
En 1945, Springs Mills abrió una oficina de ventas en 200 Church Street en Tribeca, Lower Manhattan, que continuó funcionando hasta 1959. En los años 1950, los fabricantes de textiles se estaban alejando de su centro tradicional en Tribeca, centrado alrededor de Worth Street. Mientras tanto, la antes arruinada Sexta Avenidase había vuelto atractiva para los fabricantes de textiles. En 1956 varias empresas textiles construyeron rascacielos en el área alrededor de Bryant Park entre las calles 40 y 42, justo al sureste de Times Square. Estas empresas incluyeron Lowenstein & Sons, que erigió un edificio de oficinas de 22 pisos en 1430 Broadway en la cuadra entre las calles 39 y 40, y Deering Milliken & Co., que construyó su sede de siete pisos en 1045 Sixth Avenue.

### Planificación y construcción

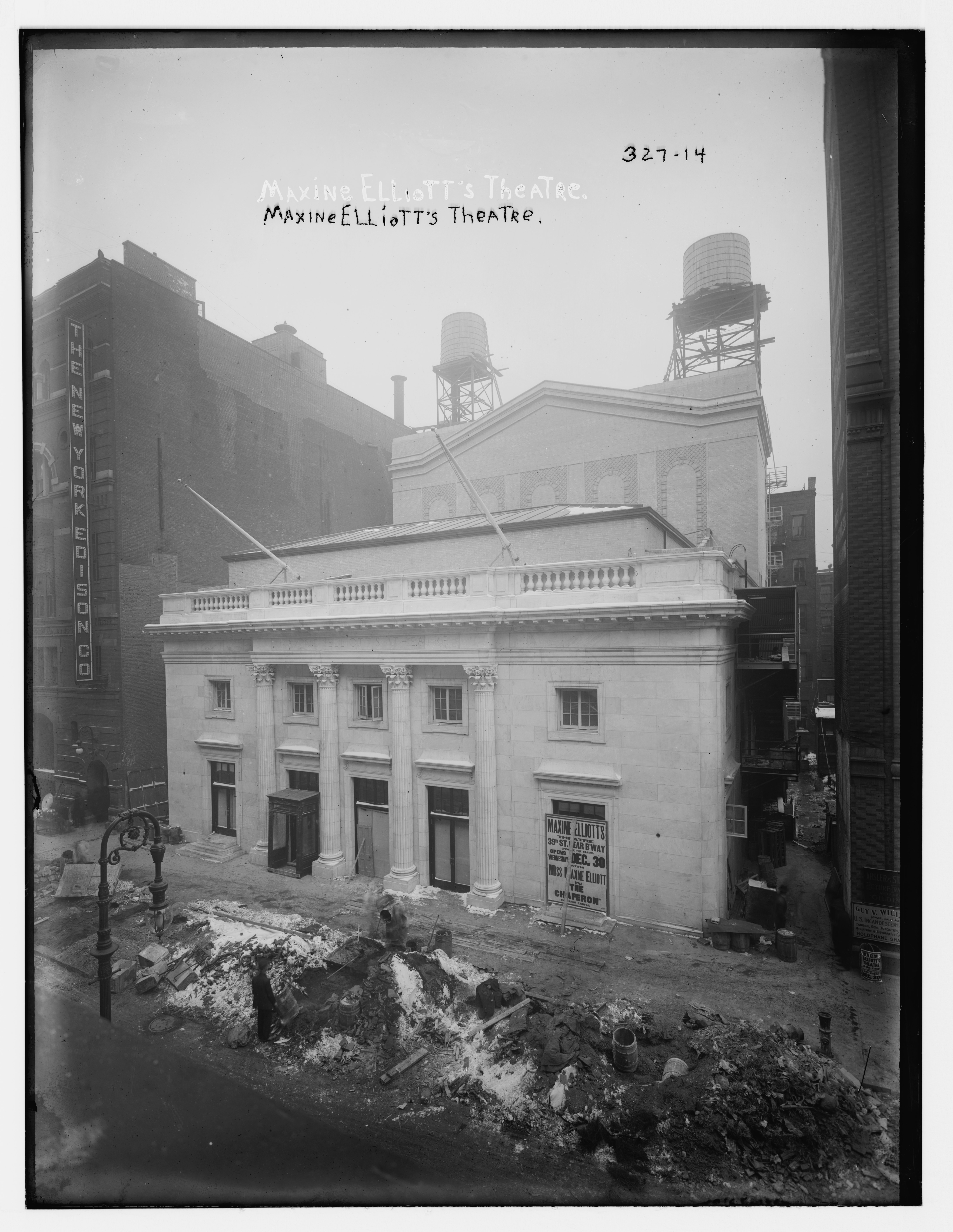
Maxine Elliott's Theatre, que anteriormente ocupaba parte del sitio del edificio.

Los planes para un edificio de 19 pisos en las parcelas en 107-113 West 39th Street y 104-106 West 40th Street fueron anunciados en enero de 1960 por Cardiff Corporation. En ese momento, el sitio albergba cinco estructuras, incluido el Maxine Elliott's Theatre, de estilo neoclásico. Estas parcelas fueron adquiridas en mayo de 1960, y Emery Roth & Sons fueron designados arquitectos del edificio. En ese momento, el edificio debía completarse a fines de 1961. Sin embargo, a finales de diciembre de 1960, Springs Mills compró la parcela, lo que provocó un retraso en la construcción. 
En febrero de 1961, Springs Mills compró un terreno adicional en 102 West 40th Street. Con Harrison & Abramovitz seleccionados como arquitectos,  los planos actualizados se presentaron al Departamento de Edificios de Nueva York en junio. Las excavaciones habían comenzado cuando el plan revisado para la Torre Springs Mills se anunció al público en noviembre.
La George A. Fuller Company fue nombrada contratista general del proyecto. Debido a la ubicación del edificio a lo largo de calles estrechas en Midtown, Fuller Company tuvo problemas logísticos por la falta de áreas de carga en las calles 39 o 40. Según The New York Times, como una forma de reducir la congestión, los materiales se levantaron directamente de los camiones, que estacionaron en "el lugar exacto del edificio donde se usarán [los materiales]". La construcción avanzó rápidamente y la estructura de acero se completó en agosto de 1962. : 178 
El Springs Mills Building se inauguró en febrero de 1963, coincidiendo con el 75 aniversario de la empresa. Se llevó a cabo una celebración de diez días con un desfile de modas y una exhibición de arte y fotografía, y una delegación de Carolina del Sur fue a recorrer el nuevo edificio. : 180 

### Usar
The Springs Mills Company solo ocupaba una cuarta parte de su edificio homónimo, alrededor de 4.200 m² distribuidos en cuatro plantas. El espacio restante lo ocuparon otros fabricantes textiles. En diciembre de 1963, diez empresas habían firmado contratos de arrendamiento en el edificio. La Beacon Manufacturing Company, que vendía mantas, arrendó el escaparate de la calle 39 en 1964 y lo utilizó como sede de ventas. Los inquilinos posteriores llegarían a incluir la Oficina Nacional de Turismo de Marruecos, así como bufetes de abogados y empresas de software.
En agosto de 1999 RFR Realty de Aby Rosen compró el Springs Mills Building. Principal Financial Group Inc y Mermel & McLain compraron el edificio en 2007 por 140 millones de dólares y posteriormente realizaron mejoras a la torre por valor de 15 millones. Después de la crisis financiera de 2007-2008, la sociedad acumuló una deuda de 55 millones, incluida una hipoteca de 46 millones que habían incumplido. El edificio se convirtió en un hito oficial de la ciudad en abril de 2010. Ese noviembre, el Springs Mills Building se vendió a la firma de inversión inmobiliaria Savanna Fund por 61,7 millones, un precio que también incluía la hipoteca. En ese momento, el edificio tenía 14 m² de espacio vacante; solo alrededor del 25 % del edificio estaba ocupado. Savanna vendió el edificio a Princeton International Properties en 2012 por 105 millones de dólares, momento en el que estaba ocupado en un 70%.

## Diseño
La planificación la supervisó principalmente Max Abramovitz. Sin embargo, gran parte del diseño lo hizo Charles Howson Abbe, que trabajó con William Lescaze, uno de los primeros arquitectos en diseñar edificios estadounidenses en el estilo modernista europeo. Las otras obras de Abbe incluyeron el Corning Glass Building; La terminal principal del aeropuerto LaGuardia en Queens; la US Steel Tower en Pittsburgh; y la United Nations International School en Kips Bay, Manhattan.
El diseño del edificio se vio afectado por los gustos arquitectónicos contemporáneos, un cambio en las ordenanzas de zonificación durante su construcción y su ubicación en el medio de una cuadra (aunque el sitio está mucho más cerca de la Sexta Avenida que del otro extremo de la cuadra en Broadway). El lote tiene aproximadamente forma de L, con el lado más largo a lo largo de la calle 39 y el lado más corto a lo largo de la calle 40. El lado de la calle 39 está diseñado de acuerdo con la Resolución de zonificación de 1916, mientras que el lado de la calle 40 cumple con la Resolución de zonificación de 1961.
En el momento de la construcción de la torre, los edificios circundantes eran relativamente cortos. El Springs Mills Building colindaba al oeste con el 108 West 40th Street de seis pisos, que a su vez estaba al lado de un edificio de 25 pisos llamado World's Tower. Su fachada este estaba adyacente a 1057 Sixth Avenue y el Deering Milliken Company Building, que eran respectivamente seis y siete pisos, dando a los pisos superiores del edificio una vista de Bryant Park. Estos edificios son ahora el sitio de 7 Bryant Park, un 137,2 m estructura construida en los años 2010, cuya presencia bloquea la vista de Bryant Park.

### Forma
Debido a que la Ordenanza de Zonificación de 1961 entró en vigencia durante la construcción del edificio, los alzados de las calles 39 y 40 contienen diferentes masas. En el lado de la calle 39, la base del edificio está ubicada a lo largo de la línea del lote, y hay retranqueos en los pisos 6 y 12. Estos retranqueos proporcionaron suficiente luz solar a la calle y fueron obligatorios en la ordenanza de 1916. Sin embargo, el lado de la calle 40 no presenta retranqueos. En cambio, toda esa parte del edificio está empotrada desde la calle, y una plaza está ubicada frente a la entrada principal. Si bien la presencia de una plaza daría lugar a menos espacio para oficinas en comparación con los retranqueos, también se vio como una característica que aumentaría la prominencia del edificio y el "prestigio" de sus propietarios. Como tal, muchos edificios de finales de los años 1950 incorporaron plazas en lugar de retrocesos.
Los permisos del Springs Mills Building fueron aprobados antes de que entrara en vigencia la Ordenanza de Zonificación de 1961. No obstante, incorpora elementos de ambas ordenanzas de zonificación. Según la LPC, el diseño del lado de la calle 40 "miraba hacia el futuro" con su plaza y una forma de losa que se eleva verticalmente sin interrupción. El diseño del lado de la calle 39, con su base que linda con la acera y múltiples retranqueos, se asemejaba más a las antiguas ordenanzas.
La sección superior del edificio, por encima del piso 13, tiene una planta como un "hexágono alargado" con la sección más larga alineada de norte a sur. La parte más ancha de la torre hexagonal se encuentra en el medio del bloque, mientras que la parte más estrecha está a lo largo de los alzados de las calles 39 y 40. La forma hexagonal puede haberse inspirado en los planos de Le Corbusier para una cuadrícula de calles de Argel y la Sede de la ONU, así como en los diseños hexagonal de la Torre Pirelli y octogonal del MetLife Building.

### Fachada

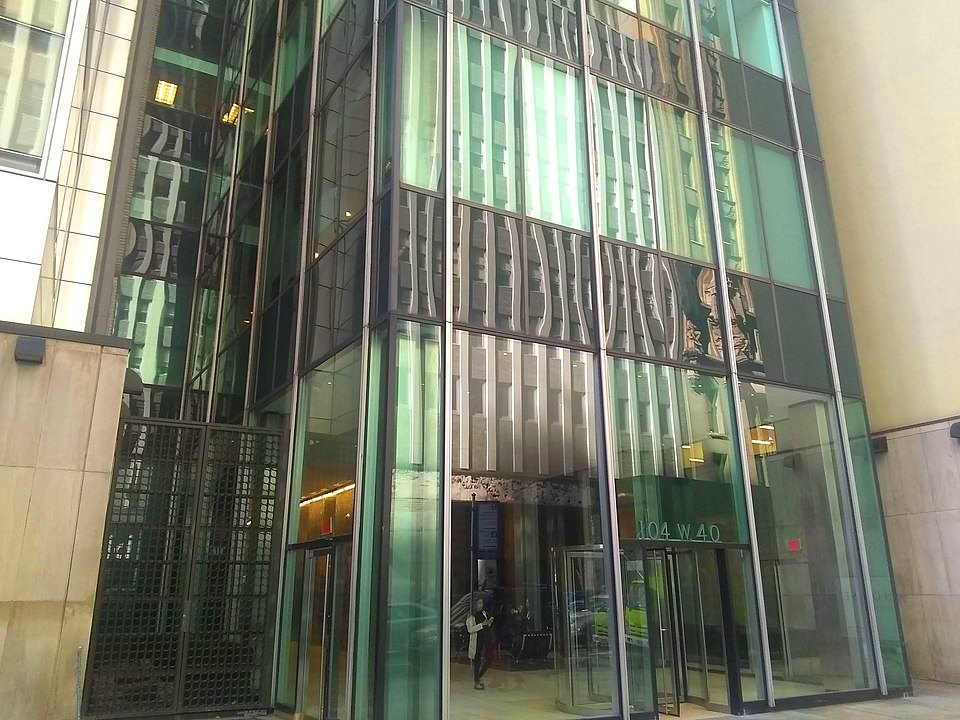
La parte inferior de la fachada. Aquí se pueden ver parteluces plateados verticales que sobresalen del edificio. Las enjutas de color negro están ubicadas en el espacio entre las ventanas teñidas de verde en cada piso.

La fachada del edificio es un ejemplo temprano de un muro cortina de vidrio, una fachada no estructural frente al marco estructural de acero. Su diseño incorporó elementos de proyectos cercanos similares, como la Sede de la Organización de las Naciones Unidas en First Avenue (1947), Lever House en Park Avenue (1950-1952) y el Corning Glass Building en Fifth Avenue (1959). El edificio de la Secretaría había utilizado vidrio teñido de verde con doble acristalamiento, : 127–128  mientras que la Lever House usaba tanto ventanas de paneles fijos acristalados como secciones intercaladas de vidrio teñido de verde y verde oscuro. El Corning Glass Building, otro proyecto de Harris y Abramovitz, utilizó láminas de "vidrio translúcido frente a paneles de metal pintado", así como parteluces de aluminio entrelazados. : 154, 304 
Los elementos del Springs Mills Building eran más similares a los del edificio Corning Glass, utilizando parteluces en dos tonos de gris para subdividir la fachada en una cuadrícula con tramos verticales. Hay dos ventanas por tramo en cada piso, excepto en el primero, y debajo de cada ventana en el espacio entre cada piso, hay dos enjutas que se alinean con las ventanas. Los parteluces plateados verticales, que separan cada uno de los vanos, sobresalen levemente de la fachada. Al igual que con el Corning Glass Building, estos parteluces salientes tienen la impresión de una "elegante dirección vertical" y también sirven como anclajes para los carros de lavado de ventanas. Los montantes restantes son de color gris oscuro y están al ras de la fachada. Los parteluces verticales de color gris oscuro separan las ventanas y las enjutas de cada tramo, mientras que los parteluces horizontales delimitan los límites entre las ventanas y los parteluces. Los cristales de las ventanas son paneles antideslumbrantes creados por PPG Industries (anteriormente Pittsburgh Plate Glass Company), que afirmó que los cristales absorberían el calor y reducirían la fatiga de los ojos. El nivel del ático contiene salas de máquinas, que se encuentran detrás de una fachada de paneles metálicos con persianas.
Las dos entradas del edificio se encuentran en las calles 39 y 40, en sus lados sur y norte respectivamente, y están conectadas por un pasillo interior. En 39th Street, el edificio tiene 30,5 m ancho. La entrada a nivel del suelo se encuentra en el lado derecho (o este), y hay dos escaparates. Las fachadas de las tiendas están ligeramente retrasadas detrás de un conjunto de cuatro columnas, que sostienen el piso directamente encima de ellas. La entrada, retrasada dentro de un corredor, contenía puertas giratorias con caracteres de metal que deletreaban "109 W. 39", la dirección alternativa del edificio. Una rampa de terrazo conduce al vestíbulo. Un muelle de carga está ubicado en el lado izquierdo (oeste) de la elevación de la calle 39.
Por el contrario, la entrada de la calle 40 se encuentra en el centro de la fachada, detrás de la plaza. La entrada contiene puertas giratorias que se empotran en la fachada del edificio, dentro del vestíbulo. La plaza en el lado norte contiene paredes con paneles de piedra caliza y baldosas de travertino. Inicialmente, contenía carteles de metal con el nombre de la compañía de Springs Mills en las paredes occidental y oriental de la plaza, así como una pequeña caja de exhibición de los productos de la compañía en la pared occidental. Los artefactos de iluminación de metal cuelgan de la parte superior de las paredes. La plaza estaba dispuesta de forma minimalista e incluía pequeñas plantas y rocas. En los planos originales, había dos jardineras pequeñas y una caja de granito negro en la parte este de la plaza, así como dos jardineras trapezoidales que flanqueaban la entrada.